# Kawal
Kawal is een bestuurslaag in het regentschap Bintan van de provincie Riau-archipel, Indonesië. Kawal telt 5717 inwoners (volkstelling 2010).